# Androsace bisulca
Androsace bisulca är en viveväxtart som beskrevs av Louis Édouard Bureau och Franch. Androsace bisulca ingår i släktet grusvivor, och familjen viveväxter. Utöver nominatformen finns också underarten A. b. aurata.